# Ripley (sèrie de televisió)
Ripley és una sèrie de televisió de thriller psicològic neo-noir estatunidenca creada, escrita i dirigida per Steven Zaillian, basada en la novel·la policial de 1955 de Patricia Highsmith El talent de Ripley Protagonitzada per Andrew Scott com a Tom Ripley, per Dakota Fanning com a Marge Sherwood i per Johnny Flynn com a Dickie Greenleaf, la sèrie limitada de vuit episodis és la primera adaptació de la novel·la de Highsmith a una sèrie. S'ha subtitulat al català.
Ripley es va emetre originalment a Showtime, però el febrer de 2023 la sèrie es va traslladar a Netflix. Es va estrenar el 4 d'abril de 2024 i va rebre elogis de la crítica pel seu guió, direcció, disseny de producció, fotografia, partitura i interpretacions, especialment per paper de Scott per a Tom Ripley.

## Repartiment

### Principal
- Andrew Scott com a Tom Ripley
- Dakota Fanning com a Marge Sherwood
- Johnny Flynn com a Dickie Greenleaf
- Eliot Sumner com a Freddie Miles
- Margherita Buy com a Signora Buffi[2]
- Maurizio Lombardi com a inspector Pietro Ravini[2]

### Convidat
- Kenneth Lonergan com a Herbert Greenleaf
- Ann Cusack com a Emily Greenleaf[3]
- Bokeem Woodbine com a Alvin McCarron
- Vittorio Viviani com a Matteo[3]
- Louis Hofmann com a Max Yoder[3]
- Fisher Stevens com a Edward T. Cavanagh
- John Malkovich com a Reeves Minot